# Gavriil Adrianovič Tichov
Gavriil Adrianovič Tichov (in russo Гаврии́л Адриа́нович Ти́хов?) (Smaljavičy, 1º maggio 1875 – Almaty, 25 gennaio 1960) è stato un astronomo sovietico.

## Biografia
Gavriil Adrianovičh Tichov lavorò come osservatore dal 1906 al 1941 presso  l'Osservatorio di Pulkovo. A seguito della partecipazione ad una spedizione ad Alma-Ata (ora Almaty) per osservare una eclisse solare rimase in quella città divenendo il fondatore della Accademia delle Scienze del Kazakistan.
Gran parte del suo lavoro scientifico fu dedicato alla fotometria e colorimetria scoprendo, tra l'altro, tramite osservazioni visive una differenza di fase della luce proveniente da stesse sorgenti astronomiche (effetto Tichov-Nordmann).
Negli anni Quaranta e Cinquanta fu sostenitore dell'esistenza diffusa di forme di vita vegetale sulla superficie di Marte, prima che questa fosse confutata dalle sonde automatiche, ed è accreditato come coniatore del termine astrobotanica per indicare la ricerca e lo studio di possibile vegetazione su altri corpi celesti.
A Gavriil Adrianovičh Tikhov la UAI ha intitolato il cratere lunare Tikhov, il cratere marziano Tikhov e l'asteroide della fascia principale 2251 Tikhov.